# Yakuza 5
Yakuza 5, originariamente pubblicato in Giappone come Like a Dragon 5 (龍が如く5 夢、叶えし者?, Ryū ga Gotoku 5: Yume Kanaeshi Mono, lett. "Come un drago 5: Realizzatore di sogni"), è un videogioco sviluppato e pubblicato dalla SEGA esclusivamente per PlayStation 3. È il quinto capitolo dell'omonima serie (esclusi gli spin-off). Il gioco è stato distribuito in Giappone il 6 dicembre del 2012, mentre è stato annunciato al Playstation Experience 2014 che esso verrà pubblicato nel 2015 sia nel Nord America che in Europa. A differenza della versione giapponese, presente anche in formato fisico, la versione europea e quella americana sarà reperibile esclusivamente tramite il PlayStation Store, in formato digitale.
Una versione per Playstation 4 , Yakuza 5 HD Remastered, con grafica migliorata e risoluzione video aumentata, sarà pubblicata in Giappone in primavera 2019 su Playstation Store.

## Trama
Inizio Dicembre 2012, Daigo Dojima, dopo un colloquio con il capoclan di Fukuoka Madarame sulle possibili alleanze alla pari tra il Tojo Clan e la Famiglia Yamagasa, lascia i suoi uomini per incontrare di nascosto Kazuma Kiryu, che nel frattempo è a Fukuoka e lavora come tassista. Daigo racconta molti problemi e preoccupazioni a Kiryu, ma quest'ultimo se ne disinteressa totalmente. Daigo l'indomani scompare a Fukuoka senza lasciare traccia.
Kazuma Kiryu vive sotto il falso nome di Taichi Suzuki ed ha intrecciato varie amicizie, tra i quali il suo datore di lavoro Nakajima e i suoi colleghi della Nagase Taxi Company. Vive una vita molto tranquilla cercando di dimenticare il suo passato, ma questa cosa lo lascia molto depresso, specialmente perché si è diviso da Haruka e i bambini dell'orfanotrofio di Okinawa. Neanche avere una relazione amorosa con una hostess di un cabaret night club, di nome Mayumi, lo allevia dalla sofferenza. Una sera, in compagnia del simpatico Nakajima, Kiryu litiga in un hostess bar con degli uomini della famiglia Madarame, frustrati di doversi unire con il Tojo Clan e molto ubriachi e, come se non bastasse, poco dopo due uomini del Tojo Clan lo avvicinano. Essi sono Aizawa e Morinaga, le guardie del corpo di Daigo Dojima, i quali chiedono con insistenza, fino ad arrivare allo scontro fisico con lui, spiegazioni sull'accaduto essendo Kiryu l'ultimo testimone prima della scomparsa del loro oyabun. Kiryu, lasciati i due, si imbatte in un poliziotto di Osaka, Kazuhiko Serizawa, che gli impone di immischiarsi negli affari sia di Aizawa e Morinaga che del braccio destro di Daigo, Aoyama. Dopo aver trovato i due guardaspalle di Daigo, Kiryu apprende che l'Omi Alliance di Osaka vuole guerra con il Tojo Clan, in più quest'ultima ha momentaneamente una sede vacante, poiché il 7º presidente reggente ha un tumore terminale, e ciò ha instaurato così una lotta interna per la successione fra le tre grandi famiglie: la Watase, la Osaka e la Kurosawa. Scontrandosi casualmente con Masaru Watase, Kiryu scopre che Watase ha un patto di gemellaggio con Aoyama (patti fatti per reggere la pace tra i clan) e non ha mire espansionistiche, anzi, vive nella leggenda di essere il nuovo "drago" successore di Ryuji Goda e Kazuma Kiryu, tutto dedito all'onore e alla forza fisica.
Kiryu giunge poi al palazzo di Madarame con Aizawa e Morinaga e trovano Aoyama che ha tentato di uccidere il patriarca Madarame. Nella discussione Morinaga viene ferito gravemente e Kiryu, a causa della situazione, si scontra con il capitano della famiglia Madarame, Yahata. A complicare le cose c'è anche una bomba nel palazzo. Kiryu, fuggito con Aizawa e Morinaga, l'indomani incontra all'ospedale il capoclan di Fukuoka Madarame, scampato all'assassinio. Qui ritrova anche Mayumi, la hostess e apprende con sconcerto che era la figlia del capoclan stesso, messa ad osservarlo con la scusa di stare insieme (ma la donna si è realmente innamorata di lui). Kiryu apprende che Daigo sta chiedendo aiuto ai vari clan mafiosi del Giappone perché è in atto un'aggressione senza eguali dell'Omi Alliance di Osaka ai danni del Tojo Clan e Madarame gli chiede di fermare l'escalation di scontri creatisi dopo il gesto di Aoyama e il suo sottoposto Yahata, che si vuole vendicare contro il Tojo clan. Kiryu accetta e, dopo essersi chiarito con Yahata, si vendica del grave gesto di Aoyama affrontando più di cento uomini del Tojo clan al porto di Fukuoka. Dopo lo scontro, Aoyama viene assassinato a tradimento da Morinaga, il tutto sotto gli occhi di Kiryu e Watase, lì presente per vedere Kiryu in azione. Morinaga, dopo aver rivelato di aver dovuto eliminare Aizawa, se ne va. La situazione si complica quando, il giorno dopo, Kiryu apprende della morte di Goro Majima da Serizawa, che lo stuzzica.
Al penitenziario di Sapporo, Taiga Saejima sconta ciò che gli rimane della sua precedente pena, e si comporta come un prigioniero modello anche nelle situazioni di bullismo estremo da parte del gruppo delinquenziale di Kugihara. Qui fa amicizia con un ex-poliziotto, un abile ladro leggendario e un giovane ragazzo di nome Baba e i quattro passano le loro giornate chiacchierando e sognando di uscire e svagarsi per il centro di Sapporo. I vari complotti di Kugihara per non fare avere la scarcerazione per buona condotta di Saejima falliscono sempre, finché non mette nei guai il giovane Baba. Saejima, furioso, affronta Kugihara e quest'ultimo ne gode sapendo che il direttore del carcere Kosaka, famoso perché odia gli yakuza, lo punirà. Ma quando Taiga è chiamato da Kosaka per l'accaduto, scopre che è stato espulso dal Tojo Clan. Kosaka capisce che Saejima è una brava persona ed è moralmente integro, decide così di graziarlo lo stesso, nel farlo, però, riceve l'opposizione politica delle alte cariche dello stato. Kosaka, capito che c'è un complotto per bloccare Saejima in carcere e forse assassinarlo, lo fa evadere spontaneamente a costo della sua vita.
Saejima e Baba fuggono dal carcere, ma si imbattono in una tempesta di neve tra le foreste di Sapporo e vengono improvvisamente attaccati da Yama-Oroshi, un imponente e mostruoso orso. Salvati da un cacciatore del luogo, che gli insegnerà anche a cacciare, Saejima e Baba partono alla volta di Sapporo per incontrare l'uomo che ha ucciso Goro Majima e scoprirne il movente, ovvero il capofamiglia yakuza di Sapporo Kitakata, dell'omonimo clan. 
A complicare le cose c'è la polizia, che li cerca in quanto evasi, e i preparativi della festa di inverno di Sapporo, con le famose sculture di ghiaccio sotto la torre televisiva. Dopo un accurato piano Saejima e Baba riescono a parlare nel trambusto con Kitakata e qui si apprende che Goro Majima non è stato assassinato da lui, anzi, egli era stato inviato da Daigo Dojima per un'alleanza strategica contro l'Omi Alliance. Kitakata non fa in tempo a dire delle sorti di Majima quando Baba lo assassina maldestramente. Saejima si scontra con Baba e apprende che il giovane è stato messo lì per sorvegliarlo in prigione e che lavora per l'Omi Alliance. Baba però cambia la sua morale e fa un patto d'onore e di amicizia con Saejima. Quest'ultimo viene successivamente prelevato dalla polizia e condotto in un cellulare trovandosi così con il solito poliziotto di Osaka, Serizawa, che lo minaccia, costringendolo ad eseguire i suoi ordini.
Ad Osaka Haruka lavora come idol, canta e balla e si prepara per vincere il Princess Contest Festival contro le T-Set, un duo di ragazze molto belle e capaci sotto il patrocinio del clan di Katsuya, la Osaka Enterprise. Sotto la guida di Mirei Park della Dyna-Chair Talent di Osaka, la sua nuova tutrice, Haruka fatica non poco a vincere i vari spettacoli e a contrastare il bullismo delle T-Set. Mirei Park, affezionatasi ad Haruka, le dona una lettera ed una penna decorata riponendo così in lei i suoi sogni di pop idol. Ma una sera Mirei muore per un apparente suicidio e Haruka, sconvolta, vuole scoprire a tutti i costi la verità. Con sorpresa ritrova Shun Akiyama, che aveva aperto una succursale di prestiti e finanziamenti ad Osaka e aveva donato tempo prima una grossa somma di denaro a Mirei Park perché ella potesse finanziare il concerto finale di Haruka al Tokyo Dome.
Akiyama ed Haruka, cercando la verità, si imbattono in un tremendo yakuza di Osaka, Kamon Kanai, che più volte tenterà di rapire e maltrattare Haruka per avere la lettera di Mirei Park. Kamon Kanai lavora per il clan Osaka Enterprise di Naoki Katsuya, ma più volte contravviene ai suoi ordini. Shun Akiyama, per varie situazioni, apprende che Mirei Park era una idol sudcoreana e che, negli anni '80, aveva sposato Majima, oltre al fatto che Naoki Katsuya, dell'Omi Alliance, era amico fraterno della coppia. Si scopre inoltre che Park perse il lavoro di idol perché aspettava un bambino da Majima (abortito subito dopo) e che fu lasciata poco dopo da lui. La donna si dedicò così con freddezza al mondo delle idol e ripose le sue speranze su Haruka, imponendo a Kiryu di tagliarle ogni legame sentimentale con lui o i bimbi dell'orfanotrofio di Okinawa. 
A Nagoya, un ex giocatore di baseball cacciato con disonore dal mondo dello sport, Tatsuo Shinada, tenta di sbarcare il lunario facendo lo scrittore freelance per riviste sexy e recensendo le intrattenitrici dei quartieri a luci rosse. Pieno di debiti e inseguito dallo strozzino Kouchi Takasugi, tra mille difficoltà e una relazione amorosa con Milky-chan, una vecchia intrattenitrice, incontra casualmente Daigo Dojima. Egli gli rivela che il suo bando dal baseball fu frutto di un complotto ordito anni fa all'apice della sua carriera. Shinada, inizialmente restio ad investigare, ma poi convinto da Takasugi, scopre con amarezza che fu cacciato a causa della guerra di gestione delle scommesse e le partite pilotate del baseball tra l'Omi Alliance, il clan locale di yakuza di Nagoya e il Tojo Clan. Alla fine decide di aiutare Daigo a Tokyo per vendicarsi degli anni rubati e riscattare il suo onore di giocatore.
A Tokyo i cinque personaggi si ritrovano tutti a Kamurocho. Haruka si prepara per la finale del festival, minacciata di morte dall'Omi Alliance, Saejima, con l'aiuto di Kage il fioraio, il famoso informatore di Tokyo, scopre molti retroscena, incontrando e scontrandosi con Aizawa, ancora vivo e alla ricerca di Morinaga, non consapevole del suo tradimento. Viene poi indirizzato alle Kamurocho Hills. Kazuma Kiryu irrompe sulla scena e, con l'aiuto di Saejima, si scontra con Masaru Watase e Naoki Katsuya. Qui si scoprirà che la mente di tutto non è altro che Serizawa, alter ego del 7º presidente capoclan dell'Omi Alliance - Tsubasa Kurosawa. 
Kurosawa, con un tumore allo stadio terminale, progettava di eliminare tutti i clan di Osaka - quindi quello di Watase e Katsuya, e spazzare via il Tojo Clan. La sua visione era quella di avere un clan forte e dominante con il terrore, cosa che non trovava più né tra i suoi sottoposti, né nella rivalità con il Tojo Clan, essendo Daigo molto diplomatico e dalla giovane età. Ma la malattia incedeva e aveva preparato il tutto per lasciarlo al suo erede diretto, nonché suo figlio, che si rivela essere Masato Aizawa. Kurosawa aveva inserito Aizawa nelle file del Tojo Clan come un parassita ospite che, al momento opportuno qualora il piano di distruzione fosse andato in porto, sarebbe dovuto uscire allo scoperto e dare il colpo di grazia. Difatti Aizawa assassina tutti i maggiori esponenti del Tojo Clan nella sede centrale, proprio come già da tempo, come viene rivelato, aveva ucciso il suo compagno Morinaga. Kazuma Kiryu, giunto nella villa storica del Tojo Clan affronta Aizawa, seppur ferito a morte da Kurosawa. Una volta sconfitto Aizawa, vaga dissanguato per le vie di Tokyo, incontrando casualmente Haruka, che nel frattempo aveva rinunciato pubblicamente al lavoro di idol durante la finale del contest al Tokyo Dome. Sotto la neve, Haruka dichiara a Kiryu che è lui la sua famiglia e che non vuole separarsene.

## Ambientazione
Per la prima volta nella serie, il gioco presenta ben cinque distretti, appartenenti al Giappone.